# Abovyan
Pour l’article homonyme, voir Abovyan (Ararat).
Abovyan ou Abovian (en arménien Աբովյան) est une ville d'Arménie située dans le marz de Kotayk. Elle compte 45 745 habitants en 2008.

## Situation
La ville se trouve à 16 kilomètres au nord d'Erevan, la capitale, raison pour laquelle elle est parfois appelée « la porte nord d'Erevan ». Bien que moyennement peuplée et faisant partie intégrante du tissu urbain d'Erevan, voire de sa banlieue, elle est la capitale de la région de Kotayk.

À environ 6 km de la ville se trouve la station thermale d'Arzni.
Depuis la ville, on peut parfois apercevoir le mont Ararat au loin.

## Histoire
L'origine de la ville est un village nommé Elar (mentionné par Stépanos Orbélian au XIIIe siècle). En 1963, le village fut rebaptisé Abovyan en l'honneur de l'auteur arménien Khatchatour Abovian, sa maison étant située au centre de la ville.

## Économie
La principale activité économique de la ville est l'industrie manufacturière.

## Transports
- Routes : la ville est traversée par la route M4 reliant Erevan à Idjevan en passant par Sevan et par la route M15.
- Voie ferrée : la gare d'Abovyan se trouve sur la ligne Erevan-Sevan d'un côté, Erevan-Tbilissi de l'autre.
- L'aéroport le plus proche est l'aéroport international Zvartnots.

## Démographie
Depuis 1873, l'évolution démographique de Abovyan a été :
| 1873 | 1897 | 1926 | 1939  | 1959  | 1970   | 1973   |
| ---- | ---- | ---- | ----- | ----- | ------ | ------ |
| 360  | 548  | 897  | 1 024 | 2 289 | 14 700 | 28 500 |

| 1976   | 1989   | 2001   | 2004   | 2010   | 2015   | 2020   |
| ------ | ------ | ------ | ------ | ------ | ------ | ------ |
| 38 400 | 58 671 | 44 596 | 44 800 | 46 500 | 44 400 | 44 900 |

| Histogramme de l'évolution démographique de Abovyan |        |
| \| 1873 \| 360 \| \| 1897 \| 548 \| \| 1926 \| 897 \| \| 1939 \| 1 024 \| \| 1959 \| 2 289 \| \| 1970 \| 14 700 \| \| 1973 \| 28 500 \| \| 1976 \| 38 400 \| \| 1989 \| 58 671 \| \| 2001 \| 44 596 \| \| 2004 \| 44 800 \| \| 2010 \| 46 500 \| \| 2015 \| 44 400 \| \| 2020 \| 44 900 \| |        |
| 1873 | 360    |
| 1897 | 548    |
| 1926 | 897    |
| 1939 | 1 024  |
| 1959 | 2 289  |
| 1970 | 14 700 |
| 1973 | 28 500 |
| 1976 | 38 400 |
| 1989 | 58 671 |
| 2001 | 44 596 |
| 2004 | 44 800 |
| 2010 | 46 500 |
| 2015 | 44 400 |
| 2020 | 44 900 |

## Administration

### Liste des maires
| Période                                  | Période | Identité          | Étiquette        | Qualité    |
| ---------------------------------------- | ------- | ----------------- | ---------------- | ---------- |
| 2002                                     | 2005    | ?                 |                  |            |
| 9 octobre 2005                           | 2008    | Karapet Israelyan |                  |            |
| 12 octobre 2008                          | 2012    | Karapet Guloyan   | Arménie prospère |            |
| 23 septembre 2012                        | 2016    | Karapet Guloyan   | Arménie prospère | (en cours) |
| Les données manquantes sont à compléter. |         |                   |                  |            |

### Jumelage
| Ville | Ville        | Pays | Pays   |
| ----- | ------------ | ---- | ------ |
|       | Villeurbanne |      | France |